# Occidozyga magnapustulosa
Occidozyga magnapustulosa är en groddjursart som först beskrevs av Taylor och Robert E. Elbel 1958.  Occidozyga magnapustulosa ingår i släktet Occidozyga och familjen Dicroglossidae. IUCN kategoriserar arten globalt som livskraftig. Inga underarter finns listade i Catalogue of Life.